# Amt Elgersheim
Das 10. Amt Elgersheim war ein mittelalterlicher und frühneuzeitlicher Verwaltungsbezirk des Zisterzienserklosters Ebrach mit Sitz im Klosterhof in Elgersheim, der heute zur unterfränkischen Stadt Volkach gehört.
Das Amt bestand bereits vor 1340 und wurde in der zweiten Hälfte des 18. Jahrhunderts aufgegeben.

## Geschichte
Der Hof Elgersheim, Mittelpunkt eines ganzen Dorfes, kam im Jahr 1178 in die Hände des Klosters Ebrach im Steigerwald. Schnell stieg der Ort zum Verwaltungszentrum der Abtei in der Region an der Mainschleife auf. Die Zisterzienser trieben mit der sogenannten Grangienwirtschaft allerdings die Verdrängung der einheimischen Bevölkerung voran, sodass Elgersheim schließlich nur noch aus diesem Hof bestand. Besetzt war das Amt mit einem Verwalter oder zwei Konventualen von Ebrach.
Der Umfang des Amtes variierte im Laufe der Jahrhunderte sehr stark. Gleichzeitig konnten die Mönche auch viele Weingülte als Steuern von einzelnen Untertanen in den Kellern des Amtshofes einlagern. Bereits 1795 wurde das Amt in den Verwaltungsunterlagen des Klosters nicht mehr aufgeführt. Der Elgersheimer Hof war schließlich lediglich ein bloßer Meierhof. Mit der Säkularisation und der Auflösung von Ebrach verlor Elgersheim endgültig seine zentrale Position.

## Umfang

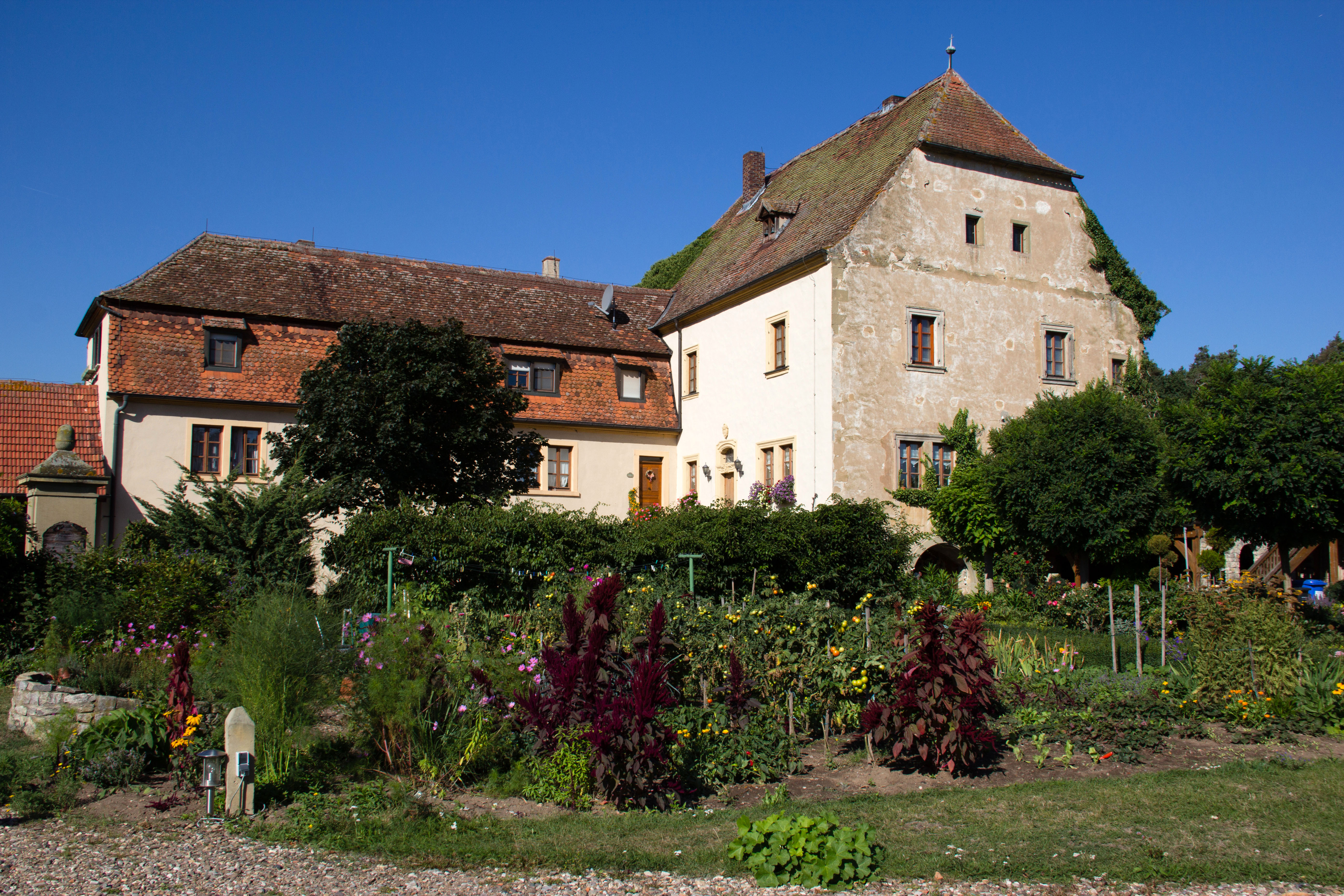
Sitz des Amtes war der Elgersheimer Hof

Das Abgabengebiet des Amtes schwankte im Laufe der Jahrhunderte sehr stark und symbolisiert damit auch den Einfluss des Klosters auf die von seinem Kernraum im Steigerwald weit entfernten Gebiete. Anders als die flächenmäßig wesentlich geschlosseneren Ämter des Hochstifts Würzburg, das einen Großteil der Orte an der Mainschleife umfasste, konnte das Amt Elgersheim lediglich einzelne Untertanen, sogenannte Grundholde, in den unterschiedlichen Orten auf sich vereinen.
Das Amt umfasste 1340 Rechte in Volkach, Obervolkach, Gaibach, Krautheim, Wadenbrunn, Gieshügel, Fahr, Unter- und Obereisenheim, Kaltenhausen, Kolitzheim, Zeilitzheim, Astheim, Seligenstadt, Nordheim, Escherndorf, Köhler, Dipbach, Rimbach und Lülsfeld, wobei die Abgaben der drei erstgenannten Orte der Kapelle im Elgersheimer Hof zugutekamen. Im Jahre 1563 war die Anzahl der Dörfer stark zurückgegangen. Stadelschwarzach, Stammheim, Laub und Oberpleichfeld waren hinzugekommen.
Im Jahr 1677 bestand das Amt aus Rechten in Volkach, Obervolkach, Nordheim, Köhler, Stammheim, Untereisenheim, Prosselsheim, Escherndorf, Astheim, Fahr, Kaltenhausen, Wadenbrunn, Rimbach, Lülsfeld, Stadelschwarzach, Laub, Oberpleichfeld, Neuses am Berg, Neuses am Sand, Lindach, Wipfeld und Schernau. In Volkach gehörten zum Amt zwei Wohnhäuser, eine Scheune und eine Feldhube. Im Jahr 1689 saßen auch in Öttershausen und Obereisenheim Untertanen des Klosters. Dafür waren andere Orte nicht mehr Teil des Amtes.